# Chloroclystis lunifera
Chloroclystis lunifera är en fjärilsart som beskrevs av Holloway 1979. Chloroclystis lunifera ingår i släktet Chloroclystis och familjen mätare. Inga underarter finns listade i Catalogue of Life.